# Харченко, Андрей Юрьевич
Андре́й Ю́рьевич Ха́рченко (род. 28 февраля 1970, Армавир, Краснодарский край, РСФСР) — российский государственный и политический деятель, мэр Армавира с 30 мая 2011 года.

## Биография
Родился 28 февраля 1970 года в городе Армавире Краснодарского края.
Образование высшее профессиональное. В 2007 году окончил Государственное образовательное учреждение высшего профессионального образования «Кубанский государственный технологический университет» по специальности технология машиностроения, квалификация — инженер. В 2014 году окончил ФГБОУВПО «Российский государственный социальный университет» по специальности государственное и муниципальное управление, квалификация — магистр.
С апреля 1989 года по июнь 1990 года работал токарем ремонтно-механического цеха Армавирского приборостроительного завода. С июня 1990 года по апрель 1991 года служил в рядах Советской армии. С июня 1991 года по август 1997 года работал мастером механического участка Армавирского опытного машиностроительного завода. С августа 1997 года по июль 2006 года работал мастером РСУ; главным инженером МУПП «Жилхоз»; директором МУПП «Жилхоз».
С июля 2006 года по август 2009 года — заместитель главы муниципального образования город Армавир по вопросам городского хозяйства. С 17 августа 2009 года по 24 марта 2011 — первый заместитель главы муниципального образования город Армавир.
С 24 марта 2011 года по 29 мая 2011 года — исполняющий обязанности главы муниципального образования город Армавир. 30 мая 2011 года Андрей Харченко приступил к осуществлению полномочий в должности главы муниципального образования город Армавир, получив на выборах 23 мая 2011 года 86,36 % голосов избирателей. Переизбран на должность главы муниципального образования город Армавир 21 сентября 2016 года решением городской Думы.

## Награды
- медаль «За выдающийся вклад в развитие Кубани» III степени (2008);
- орден «За заслуги в строительстве» (2011);
- медаль «За заслуги в проведении Всероссийской переписи населения 2010» (2012);
- медаль МЧС России «За отличие в ликвидации последствий чрезвычайной ситуации» (2013);
- медаль «За вклад в развитие уголовно-исполнительной системы Краснодарского края» (2013);
- медаль «Маршал Жуков» II степени (2013);
- медаль «За выдающийся вклад в развитие Кубани» I степени (2014);
- орден «Русской Православной Церкви Преподобного Серафима Саровского» III степени (2014);
- памятная медаль «ХХІІ Олимпийские зимние игры и ХІ Паралимпийские зимние игры 2014 года в г. Сочи» и Грамотой к памятной медали за значительный вклад в подготовку и проведение ХХІІ Олимпийских зимних игр и ХІ Паралимпийских зимних игр 2014 года;
- медаль «За заслуги перед Отечеством» II степени (2020).